# Philippe Fabry (essayiste)
Pour les articles homonymes, voir Fabry.
Ne doit pas être confondu avec Philippe Fabry (voyageur).
Philippe Fabry, né en 1984, est un historien, avocat, essayiste et romancier français.

## Biographie
Il étudie à l'université Toulouse-I-Capitole, où il obtient un doctorat en droit.
Il publie son premier livre, Rome, du libéralisme au socialisme, en 2014, dans lequel il soutient l'idée que la Rome antique a connu son développement grâce au libéralisme et sa chute à cause du socialisme. Pour ce livre, il reçoit le prix Turgot du jeune talent en 2015, ainsi que le « Prix du livre libéral ». .
En 2015, il publie Histoire du siècle à venir, ouvrage qui propose un modèle historique cyclique en comparant plusieurs civilisations.
Son Atlas des guerres à venir publié en 2017 présente les conflits susceptibles de se produire à l'aune des lignes de force  structurant l'évolution des différents pays.
Philippe Fabry coécrit avec Léo Portal, ancien délégué départemental du MEDEF des Hautes-Pyrénées, en 2021 le livre Islamogauchisme, populisme et nouveau clivage gauche-droite, où les auteurs analysent les clivages politiques dans plusieurs pays au cours de l'histoire pour proposer un modèle général d'évolution des idées politiques.
En 2022, il publie Le Président absolu, dans lequel il critique la Ve République qui, selon son analyse, ne respecterait pas les standards des autres démocraties européennes.

## Publications
- Rome, du libéralisme au socialisme : Leçon antique pour notre temps, Jean-Cyrille Godefroy, 2014, 159 p. (ISBN 978-2865532490) ; rééd. Scripta Manent, 2022
- Histoire du siècle à venir : Où va le monde selon les cycles de civilisation ?, Jean-Cyrille Godefroy, 2015, 278 p. (ISBN 978-2865532704) ; rééd. Scripta Manent, 2022
- Atlas des guerres à venir, Jean-Cyrille Godefroy, 2017, 128 p. (ISBN 978-2865532872) ; rééd. Scripta Manent, 2022
- L'État royal : Normes, justice et gouvernement dans l'œuvre de Pierre Rebuffi (1487-1557), Presses de l’Université Toulouse 1 Capitole, 2018, 557 p. (ISBN 978-2379280559) (thèse de doctorat)
- La Structure de l'Histoire : Déterminisme historique et liberté individuelle (préf. Jean-Louis Harouel), Jean-Cyrille Godefroy, 2018, 256 p. (ISBN 978-2865533046) ; rééd. Scripta Manent, 2021
- avec Léo Portal, Islamogauchisme, populisme et nouveau clivage gauche-droite, VA éditions, 2021, 200 p. (ISBN 978-2360931613) ; rééd. VA éditions, 2024,  (ISBN 978-2360933235)
- Le Président absolu : La Ve République contre la démocratie, Scripta Manent, 2022, 120 p. (ISBN 979-8801274591)
- La Chute de l'Empire européen, Scripta Manent, 2022, 160 p. (ISBN 979-8360588856)
- Les impérialistes revanchards : Poutine, Hitler, Bonaparte et les autres..., Scripta Manent, 2023, 230 p. (ISBN 979-8390654675)
- Des Empires et des Hommes, Scripta Manent, 2024, 344 p. (ISBN 979-8335626613)
- Hail Caesars ! : Du césarisme en Amérique, Scripta Manent, 2025, 200 p. (ISBN 979-8308202936)